# Lepie Wielkie
Lepie Wielkie (biał. Вялікія Лепі; ros. Великие Лепи) – wieś na Białorusi, w obwodzie grodzieńskim, w rejonie werenowskim, w sielsowiecie Konwaliszki. 

## Historia
W czasach zaborów wieś w gminie Dziewieniszki, w powiecie oszmiańskim, w guberni wileńskiej Imperium Rosyjskiego. Pod koniec XIX liczyła 164 mieszkańców.
Po I wojnie światowej weszły w skład okręgu wileńskiego Zarządu Cywilnego Ziem Wschodnich. W latach 1920–1922 na terenie Litwy Środkowej
W latach 1921–1945 wieś leżała w Polsce, w województwie wileńskim, w powiecie oszmiańskim, w gminie Dziewieniszki.
W 1931 w 35 domach zamieszkiwały 203 osoby.
Wierni należeli do parafii rzymskokatolickiej w Konwaliszkach. Miejscowość podlegała pod Sąd Grodzki w Holszanach i Okręgowy w Wilnie; właściwy urząd pocztowy mieścił się w Konwaliszkach.
Przez cały ten okres, podobnie jak w czasach zaborów, okolica administracyjnie przynależała do powiatu oszmiańskiego i gminy Dziewieniszki.
Po II wojnie światowej w granicach Związku Sowieckiego. Od 1991 w niepodległej Białorusi.